# Jairo Lenzi
Jairo Jair Lenzi, mais conhecido como Jairo Lenzi (Barra Velha, 22 de junho de 1968) é um ex-futebolista brasileiro que atuava como ponta-esquerda.

## Carreira
Driblador, veloz e com um "chute venenoso", Jairo Lenzi começou em 1985, no Marcílio Dias. Em 1988, fez parte do time conhecido como "Siri Mecânico".
Em 1989, foi levado ao Criciúma por Levir Culpi. Foi campeão da Copa do Brasil de 1991 pelo clube, sob comando de Luiz Felipe Scolari. Devido às boas atuações na campanha do Criciúma na Libertadores de 1992, o técnico da seleção brasileira, Carlos Alberto Parreira, chegou a cogitar convocar o ponta em maio daquele ano, mas ele acabaria nunca tendo uma chance com a camisa amarela. Finda a participação na Libertadores, foi emprestado ao Grêmio e, em seguida, ao Internacional, mas não foi bem em nenhum dos dois clubes e voltou ao Criciúma antes do Campeonato Brasileiro de 1993.
No início de 2000, chegou ao Bahia. No segundo semestre de 2000, retornou ao Marcílio Dias.
Em 2001 acertou com o Ceará, onde encerrou sua carreira profissional, por causa de uma lesão grave no joelho durante o Campeonato Brasileiro.

## Títulos
Criciúma
- Copa do Brasil: 1991[1]
- Campeonato Catarinense: 1990 e 1991